# Ashcan
Ashcan (letterlijke vertaling: vuilnisbak) was de codenaam voor het Amerikaanse detentiekamp voor Duitse gevangenen met een hoge rang. Het kamp, opgericht aan het einde van de Tweede Wereldoorlog, bevond zich in het Luxemburgse stadje Mondorf-les-Bains in het Palace Hotel. Tussen mei en augustus 1945 werden hier vrijwel alle nog in leven zijnde topnazi's en hoge legerofficieren die in afwachting waren van het proces in Neurenberg na hun arrestatie naar deze plaats vervoerd en er gevangen gehouden.

## Opzet
De gevangenen werden op de derde en vierde verdieping van het Palace Hotel ondergebracht. De tweede verdieping was leeg en de Amerikanen hadden zich op de begane grond gehuisvest. De gevangenen konden zich vrij bewegen en mochten zelfs in het park rondlopen en vrijuit met elkaar spreken. De Amerikanen gaven de gevangenen deze vrijheid met de bedoeling dat ze in de verhoren meer informatie zouden los laten.
Op 10 augustus 1945 werden de gevangenen overgebracht naar Neurenberg. Het kamp werd in september 1945 opgeheven. Het gebouw deed hierna nog enkele decennia dienst als hotel en werd in 1988 afgebroken, om plaats te maken voor het welnesscomplex Domaine Thermal. Nabij de ingang zijn borden aangebracht die aan dit historische feit herinneren.

## Gevangenen

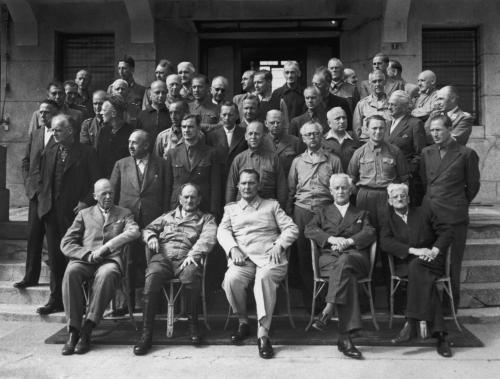
´De ´Class of 1945´: groepsfoto van gevangenen

### Nazi's
- Hermann Göring
- Joachim von Ribbentrop
- Julius Streicher
- Robert Ley
- Walther Funk
- Hans Frank
- Arthur Seyß-Inquart
- Lutz Schwerin von Krosigk
- Fritz Sauckel
- Franz Xaver Schwarz
- Albert Speer

### Militaire officieren
- Wilhelm Keitel
- Gerd von Rundstedt
- Alfred Jodl
- Karl Dönitz
- Albert Kesselring